# Теорема Лейбница (геометрия)
Теорема или формула Лейбница — утверждение о медианах:
| Медианы треугольника ABC пересекаются в точке M. Для произвольной точки O плоскости имеет место равенство {\displaystyle AO^{2}+BO^{2}+CO^{2}=3OM^{2}+AM^{2}+BM^{2}+CM^{2}.} |

Из теоремы Лейбница следует, что среди всех точек плоскости точка пересечения медиан является точкой, для которой сумма квадратов расстояний до вершин треугольника имеет наименьшее значение.
Аналогичное утверждение справедливо для тетраэдра: сумма квадратов расстояний от точки до вершин тетраэдра минимальна для его центроида — характеристическое свойство центроида.
Также, из этой теоремы следует формула для медианы тетраэдра.